# Thiosalicylzuur
Thiosalicylzuur is een zwavelhoudend aromatisch carbonzuur. In vergelijking met salicylzuur bezit het een thiolgroep in plaats van de hydroxylgroep. Het is een zwavelgele kristallijne vaste stof, die oplosbaar is in warm water, ethanol, di-ethylether en azijnzuur.

## Synthese
Thiosalicylzuur kan bereid worden door een ortho-gehalogeneerd benzoëzuur, bijvoorbeeld 2-chloorbenzoëzuur, te verhitten met een alkalisch waterstofsulfide, bijvoorbeeld kaliumwaterstofsulfide (KHS), in aanwezigheid van koper.
Thiosalicylzuur kan daarnaast in drie stappen bekomen worden uit antranilzuur:
- het diazoniumzout van antranilzuur wordt gevormd door reactie met natriumnitriet in zoutzuur
- dit zout wordt omgezet in dithiosalicylzuur door reactie met natriumsulfide en zwavel
- dithiosalicylzuur wordt gereduceerd met zink in azijnzuuroplossing

## Toepassingen
Met thiosalicylzuur worden andere verbindingen bereid, bijvoorbeeld:
- Thiomersal, een organokwikverbinding die het natriumzout van ethylkwikthiosalicylzuur is. Ze wordt gebruikt als antisepticum en antimycoticum[4]
- Thiosalicylhydrazide, dat ook een activiteit als bactericide en fungicide vertoont[5]
- De kleurstof thio-indigo

De thio-ether afgeleid van thiosalicylzuur en farnesol, trans-farnesylthiosalicylzuur (afgekort als FTS; INN-benaming: salirasib), is een enzym-inhibitor die de melanoomgroei remt. De stof wordt onderzocht als mogelijk middel tegen bepaalde vormen van kanker. FTS wordt gevormd door de reactie van thiosalicylzuur met trans,trans-farnesylbromide.